# Tombe des Chapiteaux

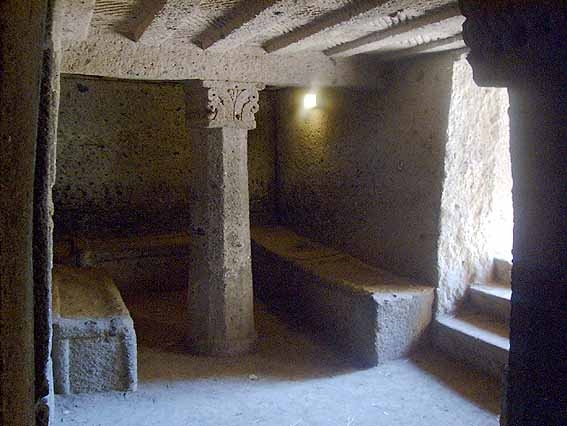
Intérieur de la tombe des Chapiteaux.

La tombe des Chapiteaux (en italien, Tomba dei Capitelli) est une tombe étrusque à hypogée de la nécropole de Banditaccia à Cerveteri.

## Histoire
La tombe des Chapiteaux date du VIe siècle av. J.-C. creusée dans du tuf volcanique et à entrée unique. Son nom provient des deux colonnes à  chapiteau éolique  situés dans la salle principale, soutenant le plafond plat entaillé, à poutres en bois simulées et reproduisant le plafond en lames de parquet des maisons des vivants.

## Description
La tombe est  accessible par un petit  dromos avec deux petites chambres latérales. Le dromos mène à une vaste salle longitudinale dans laquelle se trouvent deux colonnes à chapiteau éolique et huit banquettes funéraires communiquant par trois portes (avec des fenêtres des chaque côté) avec les trois chambres funéraires proprement dites. 
Les chambres funéraires sont à deux places (homme à gauche et femme à droite).
Le lit funèbre des femmes a une rehausse triangulaire aux deux extrémités et celui des hommes la forme du klinai.